# Andrei Hadik
Andrei Hadik (în germană Andreas Reichsgraf Hadik von Futak, în maghiară Hadik András) (n. 16 octombrie 1710, Güns, Burgenland, azi Kőszeg, Ungaria – d. 12 martie 1790, Viena) a fost guvernator al Transilvaniei între anii 1764-1767.

## Originea
Andreas Hadik a fost al treilea fiu al cavalerului slovaco-maghiar Michal Hadík și al soției acestuia, Francisca Hardy.